# 田淵裕章
田淵 裕章（たぶち ゆうしょう、 1981年（昭和56年）11月9日 - ）は、フジテレビのアナウンサー。

## 来歴
- 埼玉県所沢市生まれ。東京都育ち。186cm 75kg。青山学院幼稚園、青山学院初等部、青山学院中等部・高等部、青山学院大学法学部卒業。中等部・高等部・大学の同級生に女優の星野真里、初等部・中等部・高等部の同級生に歌舞伎役者の中村勘太郎（現・六代目中村勘九郎）、大学の同級生にはテレビ朝日アナウンサーの堂真理子がいた。
- 2005年4月フジテレビ入社。直後の同年5月29日から8月までBBコンプレックスに出演。
- 2007年12月23日に静岡県の草薙総合運動場体育館で行われた、バレーボールV.プレミアリーグ男子の東レと大分三好の試合はフジテレビ739で生中継したが、開催地のテレビ静岡で深夜に裏送りで放送され、担当した実況が初めて地上波で放送された。
- 2015年1月20日、29歳の元アイドルで歌手と4月に結婚すると公表。2021年10月離婚。

## 人物・エピソード
- 父は元プロ野球選手で阪神タイガースと西武ライオンズに所属していた田淵幸一、母は女優のジャネット八田、弟は俳優の田淵帝次である。
- 名前「裕章」の読み「ゆうしょう」は、父の幸一がまだ優勝を経験していなかったため、「一度は優勝したい」という意味が込められている[2]。裕章出生の翌1982年に、西武ライオンズはリーグ優勝・日本一を達成し、父の念願は叶った。
- 3歳時の1985年にサクラカラーのCMに一家4人で出演した。母のジャネット八田に抱かれて出演しており、新聞の縮刷版[要文献特定詳細情報]に見ることができる。
- 父の影響で幼少期から自然に野球に親しみ、高校時代は野球部に所属。2年時に東東京都大会16強に進出。準々決勝の帝京高校戦でセンター前の痛烈な打球を放つも、ショートの森本稀哲に好捕されたことでレベルの差を痛感し、大学では野球をやめることを決意した[3]（帝京高校は同年の東東京代表となった）。中学時代は雑誌「レモン」、高校時代は「セブンティーン」などで学生モデルとしても活動する。小学校から大学まで「エスカレーター校」だった。
- 大学時代は、度々ホストクラブからスカウトされていた。
- 2010年に『SMAP×SMAP』の「芸能人ワンピース王決定戦」で司会する。
- ゴルフクラブでゴルフボールをリフティング[4]することを特技とする。
- 2021年 FIBA女子バスケットボールアジアカップ決勝 日本が史上初の5連覇達成の試合実況。
- 近年は、眼鏡をかけて原稿を読んでいる。

## 出演番組

### 現在の出演番組
- BSフジLIVEプライムニュース（ニュース）※月曜日のニュースのみ
- プロ野球ニュース（2021年10月 - 、試合結果報告キャスター、フジテレビONE）
- スポーツ中継（野球・バスケットボール、バレーボール、バドミントン、卓球、ボクシング・eスポーツ）
- いいすぽ!／いいすぽ!＋（週替わり実況）

### 過去の出演番組
- 森田一義アワー 笑っていいとも! 木曜日担当テレフォンアナウンサー（2006年4月6日 - 2009年3月26日）
  - 笑っていいとも!増刊号（2005年10月2日 - 2006年3月26日[5]、2006年4月9日 - 2009年3月29日）
  - 笑っていいとも!特大号（2006年12月27日・2007年12月26日・2008年12月24日）
- ネプリーグ
- FNNスーパーニュース フィールドキャスター（月・火）、男性メインキャスター（水 - 金／2009年7月8日 - 10月2日）
- FNNニュース（2007年12月25日・26日夕方、2008年12月29日 - 31日夕方、2009年1月1日昼・夕方）
- FNNレインボー発（土曜夜担当）
- タカトシ×くりぃむのペケ×ポン（｢ザ・イレイサー 削除しなさい｣ 天の声、｢バカ舌王座決定戦 味しらず｣進行役／ - 2009年10月中旬）
- アナ★バン!（ - 2009年10月中旬）
- 知りたがり(ナレーション)
- SMAP×SMAP（関西テレビ・フジテレビ共同制作、一部企画の進行役）
- アゲるテレビ「ゴゴ調」火曜日担当（2013年4月2日 - ）
- ライオンのごきげんよう（2015年4月27日 -2016年3月31日 、アシスタント）
- バイキング（月曜 - 木曜）(2018年4月2日～2019年9月27日 コーナー進行) [6]
- プロ野球ニュース（結果報告アナウンサー、2011年度は土曜日MC）
- 世にも奇妙な物語 '20秋の特別編 「コインランドリー」（2020年 フジテレビ）-  キャスター 役
- S-PARK（2021年4月18日、5月23日、6月6日、10月9日、12月19日、2022年1月23日、2月27日、5月1日深夜、ニュースキャスター）
- 元彼の遺言状 第8話（2022年5月30日） - アナウンサー 役
- BSフジニュース（月曜）
- スポーツ中継（ボウリング・格闘技）
- すぽると!（2025年6月8日、15日、山本賢太の代行ニュースキャスター）

## 同期入社
- 遠藤玲子
- 平井理央（2012年9月30日に退職）
- 宮瀬茉祐子（2011年7月16日に退職）